# Sophie Germain
Pour les articles homonymes, voir Germain.
Sophie Germain, née le 1er avril 1776 à Paris et morte le 27 juin 1831 dans l'ancien 11e arrondissement de Paris, est une mathématicienne, physicienne et philosophe française.
Pour pouvoir se faire connaître dans le monde des mathématiques, alors réservées aux hommes, elle utilise de 1794 à 1807 un nom d’emprunt : Antoine Auguste Le Blanc. C'est sous ce nom qu'elle correspond tout d'abord avec les mathématiciens Carl Friedrich Gauss et Adrien-Marie Legendre, avant d'être reconnue en tant que femme et mathématicienne de premier plan dans le monde académique, bien qu'elle ait appris les mathématiques entièrement en autodidacte.
Ses principaux travaux concernent le problème des surfaces vibrantes, pour lequel elle obtient le grand prix des sciences mathématiques en 1815. Elle s'est également intéressée à la démonstration du dernier théorème de Fermat, et a obtenu des résultats intermédiaires comme le théorème de Sophie Germain. Ses travaux concernent également l'élasticité des corps.

## Formation

### Cadre familial
Marie-Sophie Germain naît le 1er avril 1776 rue Saint-Denis à Paris au sein d’une famille bourgeoise, aisée et cultivée, un milieu social qui jouera les premiers rôles à cette époque pré-révolutionnaire. Elle est la deuxième fille d’Ambroise-François Germain (1726–1821), commerçant en soie et tissus et de son épouse Marie-Madeleine Gruguelu. La bibliothèque d’Ambroise-François Germain compte plusieurs écrits mathématiques, dont le Cours de mathématiques à l’usage des gardes du pavillon et de la marine (1766) d’Étienne Bézout et l’Histoire des mathématiques (1758) de Jean-Étienne Montucla.
Édités entre 1751 et 1772, les volumes de l’Encyclopédie du mathématicien Jean Le Rond d’Alembert et du philosophe Denis Diderot stimulent l’engagement politique d’Ambroise-François Germain, qui le conduira jusqu’aux bancs de l’Assemblée constituante de 1789, où il siégera comme député du Tiers état jusqu’en septembre 1791.

### Étude des mathématiques
En 1789, à l’âge de treize ans, la vie de Sophie Germain est marquée par l’atmosphère de son époque, au moins sur trois points. D’une part, elle appartient à une famille cultivée, libérale et aisée, qui lui permet d’avoir accès aux textes mathématiques et physiques les plus récents. D’autre part, avec l’agitation révolutionnaire puis la Terreur — elle a alors 17 ans —, elle sort de moins en moins du domicile familial, ce qui l’encourage à étudier. Enfin, sa condition de femme constitue un frein terrible à sa vocation de mathématicienne, frein contre lequel elle devra lutter toute sa vie.
En lisant l’ouvrage de Montucla, Sophie est, semble-t-il, frappée par l’histoire d’Archimède de Syracuse, et particulièrement par les circonstances de sa mort. Elle se forme aux mathématiques en autodidacte. Grâce à la lecture de l’ouvrage de Bézout, elle apprend la théorie des nombres, puis elle se plonge dans l’étude d’autres textes, dont Leçons de calcul différentiel et de calcul intégral du mathématicien Jacques Antoine Joseph Cousin. Exprimant sa force de caractère et sa soif de connaissance, elle décide d’apprendre le latin et le grec et réussit rapidement à maîtriser ces langues généralement utilisées à cette époque pour la diffusion des sciences, tout particulièrement le latin. Après cela, elle peut s’attaquer à la lecture des ouvrages d’Isaac Newton et de Leonhard Euler, considérés alors, avec Carl Friedrich Gauss, comme les plus illustres mathématiciens.
Son père tente tout d’abord de la dissuader de se tourner vers une profession « masculine » en confisquant les chandelles qu’elle utilise pour étudier la nuit. Devant sa détermination, il accepte finalement de la soutenir moralement et financièrement. Plus tard, Sophie peut se consacrer corps et âme à sa passion des mathématiques, en partie grâce au soutien de ses deux sœurs. Leurs mariages participent à l’amélioration de la situation financière de la famille, qui au demeurant n’a jamais été mauvaise. Ainsi, Sophie n’a pas besoin de travailler pour gagner sa vie. Sa sœur aînée, Marie-Madeleine, épouse un notaire, Charles Lherbette. Sa plus jeune sœur, Angélique-Ambroise, se marie à deux reprises avec des médecins. Le premier, René-Claude Geoffroy, comptait de riches patients, ce qui assura au couple une position très confortable. Sophie et ses parents profitent de la bonne fortune des deux sœurs,.
À partir de 1794, elle se procure les cours de l’École polytechnique, réservée aux hommes, et communique avec Joseph-Louis Lagrange, professeur à Polytechnique. Il est communément admis,, qu'elle aurait emprunté pour ce faire le nom d'un ancien élève, Antoine Auguste Le Blanc, bien que certains historiens et biographes de Sophie Germain, s'appuyant sur les archives de l'École polytechnique et de l'École des ponts et chaussées, aient trouvé trace d'un Antoine Augustin Leblanc (ou Le Blanc), présent à l'École de 1794 à 1797, et émettent l'hypothèse qu'il aurait pu déposer lui-même les papiers de Sophie Germain,,. À cette époque, les professeurs, à la fin de leurs cours, ont l’habitude d’engager les élèves à leur présenter des observations par écrit. Sous le nom de « Monsieur Le Blanc », elle envoie ses remarques à Joseph-Louis Lagrange qui, impressionné par la complexité et la rigueur de ses analyses, finit par découvrir la supercherie en la convoquant. Il devient l’ami et le mentor de la jeune fille,.
Après cette rencontre, Sophie Germain acquiert une petite notoriété au sein du cercle des scientifiques parisiens. Le mathématicien écrivain Cousin se propose d’organiser une rencontre et offre de mettre à sa disposition tous les moyens qu’il possède, notamment sa vaste bibliothèque, pour qu’elle puisse s’adonner à la pratique de sa passion. À la fin du XVIIIe siècle, Sophie Germain n’est toujours ni mariée ni fiancée. Sa famille renonce à lui faire épouser un bon parti — faisant preuve d’une grande tolérance pour l’époque — et la soutient financièrement.

## Recherches mathématiques

### Théorie des nombres
Sophie Germain commence à étudier la théorie des nombres dans le Cours de mathématiques à l’usage des gardes du pavillon et de la marine d’Étienne Bézout, qui offre une vue d’ensemble des mathématiques de l’époque. Mais cette première approche n’est que superficielle. Son intérêt pour cette branche des mathématiques n’est véritablement éveillé que par la publication, en 1798, de l'Essai sur la théorie des nombres d’Adrien-Marie Legendre. Elle se procure l’un des premiers exemplaires de cet ouvrage, commence à le lire et à l’étudier, et établit une relation épistolaire fructueuse avec son auteur. Elle connaît sur le bout des doigts les équations diophantiennes et les nombres premiers grâce à ses lectures.
En 1801, Legendre invite Sophie à lire les Disquisitiones arithmeticae de Carl Friedrich Gauss, tout juste publiées. Elle se plonge dans leur lecture, approfondit tout ce qui s’y trouve et adresse à Gauss un premier courrier volumineux — il y en aura dix —, le 21 novembre 1804, signé du pseudonyme « Le Blanc », où elle aborde principalement deux sujets : le développement qui apparaît dans le dernier chapitre des Disquisitiones arithmeticae et une tentative révolutionnaire d’affronter le dernier théorème de Fermat, par le théorème qui porte son nom. Quand Gauss lui propose trois théorèmes dont il ne détaille pas la démonstration, elle parvient à les trouver en moins d’un mois. Presque toute leur correspondance a trait à la théorie des nombres — en particulier la loi de réciprocité quadratique —, et la plupart de leurs discussions portent sur des formules ou des développements liés à l’arithmétique modulaire, ou sur les propriétés des nombres entiers.

En 1806, Napoléon envahit la Prusse et Brunswick, la ville natale de Gauss. Sophie Germain, craignant alors pour la vie de son ami, demande au général Pernety, qu’elle connaît personnellement, de veiller à la sécurité de Gauss. Le général explique alors à Gauss que Germain lui a demandé de le protéger. De ce fait, elle est obligée d’avouer sa véritable identité, ce à quoi Gauss répond (lettre du 30 avril 1807) : 

« Comment vous décrire mon admiration et mon étonnement, en voyant se métamorphoser mon correspondant estimé M. Leblanc en cet illustre personnage, qui donne un exemple aussi brillant de ce que j’aurois peine de croire. Le goût pour les sciences abstraites en général et surtout pour les mystères des nombres est fort rare : on ne s’en étonne pas ; les charmes enchanteurs de cette sublime science ne se décèlent dans toute leur beauté qu’à ceux qui ont le courage de l’approfondir. Mais lorsqu’une personne de ce sexe, qui, par nos mœurs et par nos préjugés, doit rencontrer infiniment plus d’obstacles et de difficultés, que les hommes, à se familiariser avec ces recherches épineuses, sait néanmoins franchir ces entraves et pénétrer ce qu’elles ont de plus caché, il faut sans doute, qu’elle ait le plus noble courage, des talents tout à fait extraordinaires, le génie supérieur. En effet, rien ne pourroit me prouver d’une manière plus flatteuse et moins équivoque, que les attraits de cette science, qui ont embelli ma vie de tant de jouissances, ne sont pas chimériques… »

 Depuis près de soixante-dix ans — depuis Leonhard Euler — aucun progrès véritable n’a été accompli pour résoudre le dernier théorème de Fermat. Le lancement d’un prix, en 1816, par l’Académie semble donc sensé. Au début du XIXe siècle, l’exactitude du dernier théorème de Fermat a été démontrée pour n=3 et n=4. Ces deux valeurs sont dites « fondamentales », puisque si un multiple d’un nombre n vérifie l'égalité alors n la vérifie aussi. Sophie Germain en profite pour renouer avec la théorie des nombres, qu’elle affectionne et avait délaissée depuis huit ans pour le problème des plaques vibrantes, mais il n’existe aucune preuve de son intérêt pour ce concours. En outre, elle ne soumet aucun mémoire aux dates limites fixées par l’Académie, une première fois le 1er octobre 1818, une seconde le 1er octobre 1820… sans succès ; à la suite de quoi l'institution annule le prix.
Il semble évident que Sophie Germain saisit cette occasion pour se pencher à nouveau sur le théorème de Fermat et même reprendre sa correspondance avec Gauss, après dix ans de silence. Dans une lettre de mai 1819, elle informe le savant allemand qu’elle étudie le dernier théorème de Fermat. Heureusement, Legendre accorde une grande attention aux efforts qu’elle déploie pour résoudre le théorème, et pour la première fois elle travaille avec un confrère dans une relation d’égal à égal. Elle est la première à essayer d’élaborer une méthode valable pour une infinité de nombres premiers, même si une infinité d’autres nombres premiers sont laissés de côté. Elle expose le concept de « nombres premiers auxiliaires » dans la première des deux lettres qu’elle adresse à Gauss. Une de ses contributions majeures est le théorème dit « de Sophie Germain », qui énonce une condition suffisante, portant sur un nombre premier, p, pour que, si trois entiers relatifs x, y, et z forment une solution de l’équation xp + yp = zp, alors l’un au moins des trois soit divisible par le carré de p. Cette condition est vraie en particulier pour tout nombre premier de Sophie Germain, et Sophie Germain vérifie qu’elle l’est aussi pour tout nombre premier inférieur à 100.
Sa preuve du théorème, qu’elle décrit dans une lettre à Gauss, est relativement importante, car elle permet de réduire le nombre de solutions du dernier théorème de Fermat. En fin de compte, sa méthode se révèle juste, tout au moins pour tous les nombres premiers inférieurs à 100. Et Legendre parvient à l’étendre à tous les nombres premiers jusqu’à 197. Sophie Germain ne publiera jamais le théorème qui porte son nom, c’est Legendre qui s’en chargera. Divers théorèmes de Sophie Germain sont insérés par Legendre dans le supplément à la deuxième édition de sa Théorie des nombres.

### Problème des plaques vibrantes
En 1808, Paris reçoit la visite du physicien et musicien allemand Ernst Chladni, qui donne une représentation, au cours de laquelle il dessine des figures géométriques sur des surfaces vibrantes. Avec l’archet d’un violon, il frotte le bord d’une plaque de cuivre recouverte de sable très fin. La plaque vibre, émet un son cristallin, mais, en outre, le sable dessine des figures géométriques. De fait, les ondes stationnaires ont la particularité de présenter des zones ou des points où l’ampleur de la vibration est maximale et d’autres où elle est nulle. Selon la forme et le nombre des supports qui soutiennent la plaque, sa position ou l’endroit où est appliqué l’archet qui la fait vibrer, des figures différentes apparaissent. Sophie Germain avait travaillé sur un problème plus simple formulé par Leonhard Euler, que l’on pouvait considérer comme l’équivalent élastique du problème des plaques, les propriétés des cordes vibrantes bien connues pour leur lien à la musique et aux mathématiques. Déterminer mathématiquement la façon dont ces figures se forment et prédire leur forme en fonction des différentes variables s’apparente à un redoutable défi. Mue par le désir de résoudre cette énigme mathématique, Sophie Germain est seule à remettre un mémoire, le 21 septembre 1811, en réponse au concours de l’Académie des sciences, qui consiste à « donner la théorie mathématique des surfaces élastiques et de la comparer à l’expérience ». Le 4 décembre 1811, elle apprend de Legendre que le prix ne lui sera pas attribué, car l’équation principale qu’elle a formulée pour modéliser le problème de la vibration a été jugée incorrecte par le jury . Mais le mathématicien précise également que Lagrange a, en suivant son raisonnement, déduit une équation qui semble juste. De fait, l’équation différentielle de Lagrange sert aujourd’hui de base à l’analyse statique et dynamique des plaques. En même temps qu’il décide de ne pas décerner le prix, le jury reconnaît que le délai accordé n’avait pas été suffisant pour présenter un travail de qualité et décide de relancer un concours, les mémoires devant être remis au début du mois d’octobre 1813.
Avant de rédiger son deuxième mémoire, Sophie Germain étudie attentivement et assimile les méthodes présentées dans l’ouvrage Mécanique analytique de Lagrange, mais — nouveau défi — elle se heurte à la résolution de l’équation différentielle de Lagrange que Legendre lui a communiquée. Elle acquiert une grande confiance en elle, à mesure qu’elle constate que ses équations prédisent les formes géométriques de Chladni avec une incroyable précision. Le nouveau mémoire, épais de plus de cent pages, est remis le 21 septembre 1813. Elle est seule en lice, mais sa foi en elle s’accompagne d’une défiance croissante envers les membres du jury. Lagrange, qui était l’un des plus susceptibles d’apprécier son travail, est mort en avril 1813, les rapports de Germain avec Legendre se sont distendus, Lazare Carnot remplace Lagrange et, en fin de tout, Siméon Denis Poisson — un protégé de Laplace qui défend une interprétation moléculaire des vibrations d’une membrane — est nommé dans la commission chargée de juger les travaux de Germain. Il existe de toute évidence une grande similarité entre ses prédictions et les résultats expérimentaux, mais il est tout aussi indéniable que son mémoire a de gros défauts. Le principal, et non des moindres, était qu’il ne parvenait pas à justifier raisonnablement et rigoureusement d’un point de vue mathématique les solutions proposées. Comme avancé par Legendre, la commission décide d’accorder à Sophie Germain une mention honorifique et une nouvelle édition du concours est annoncée. La date limite pour soumettre les mémoires est fixée au 1er octobre 1815.
En août 1814, pendant une session de l’Académie des sciences, Poisson affirme qu’il a trouvé la solution à la question. Sûr de son fait, il tente donc de faire suspendre la nouvelle édition du prix. Mais sa malhonnêteté — la formule qu’il a déduite est inspirée du deuxième mémoire remis par Germain — et des erreurs font que le prix est maintenu. Le troisième mémoire de Sophie Germain, moitié moins long, contient des différences significatives. Il ne se limite pas à l’étude des plaques plates, mais admet des surfaces plus générales et accorde plus d’importance à la courbure moyenne, pour se démarquer des résultats de Poisson, qui se limitaient au cas plat. La cérémonie officielle de remise du prix extraordinaire a lieu le 8 janvier 1816 et bien qu'une lettre d'invitation fût envoyée tardivement à Sophie Germain celle-ci ne s'y rendit pas . Lors de cette séance, un nouveau concours de mathématiques est annoncé. Il s’agit ni plus ni moins que de démontrer le dernier théorème de Fermat.
Malgré tous ses efforts, Sophie sent bien qu’elle n’est toujours pas considérée comme membre à part entière de la communauté scientifique. La mathématicienne continue de peaufiner son mémoire sur le problème de la vibration, même si depuis la fin 1815 le sujet n’est plus au centre de son travail. En 1821, elle publie à compte d’auteur son mémoire, principalement pour présenter un travail qui s’oppose à celui de Poisson. En 1826, elle présente une nouvelle version révisée du mémoire de 1821, que l’Académie n’a toujours pas examiné. Bien que l’Académie juge le document incomplet et banal, le mathématicien Augustin Louis Cauchy, qui a été choisi pour relire son texte, lui recommande de le publier. À la même époque, plusieurs travaux sont édités, qui apportent une solution plus satisfaisante au problème des plaques vibrantes : ceux de son ami Fourier et surtout ceux de Henri Navier, qui rappelle que le travail de Germain a inspiré le sien.

## Les dernières années

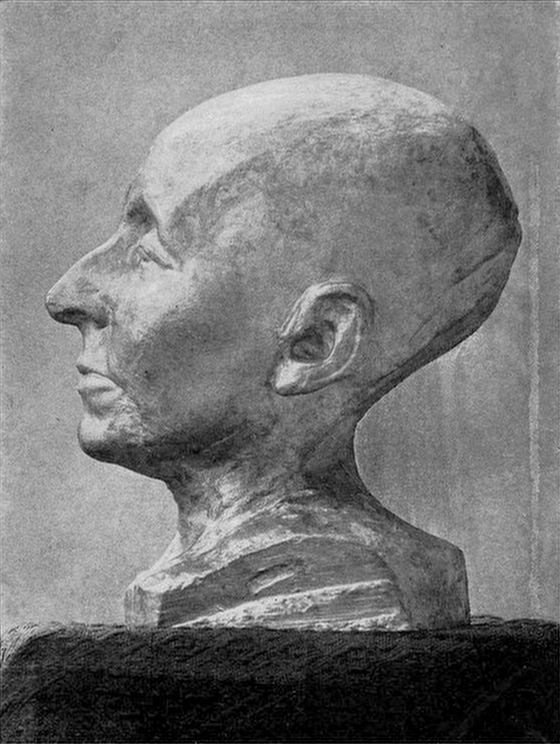
Photo du moulage du crâne de Sophie Germain.

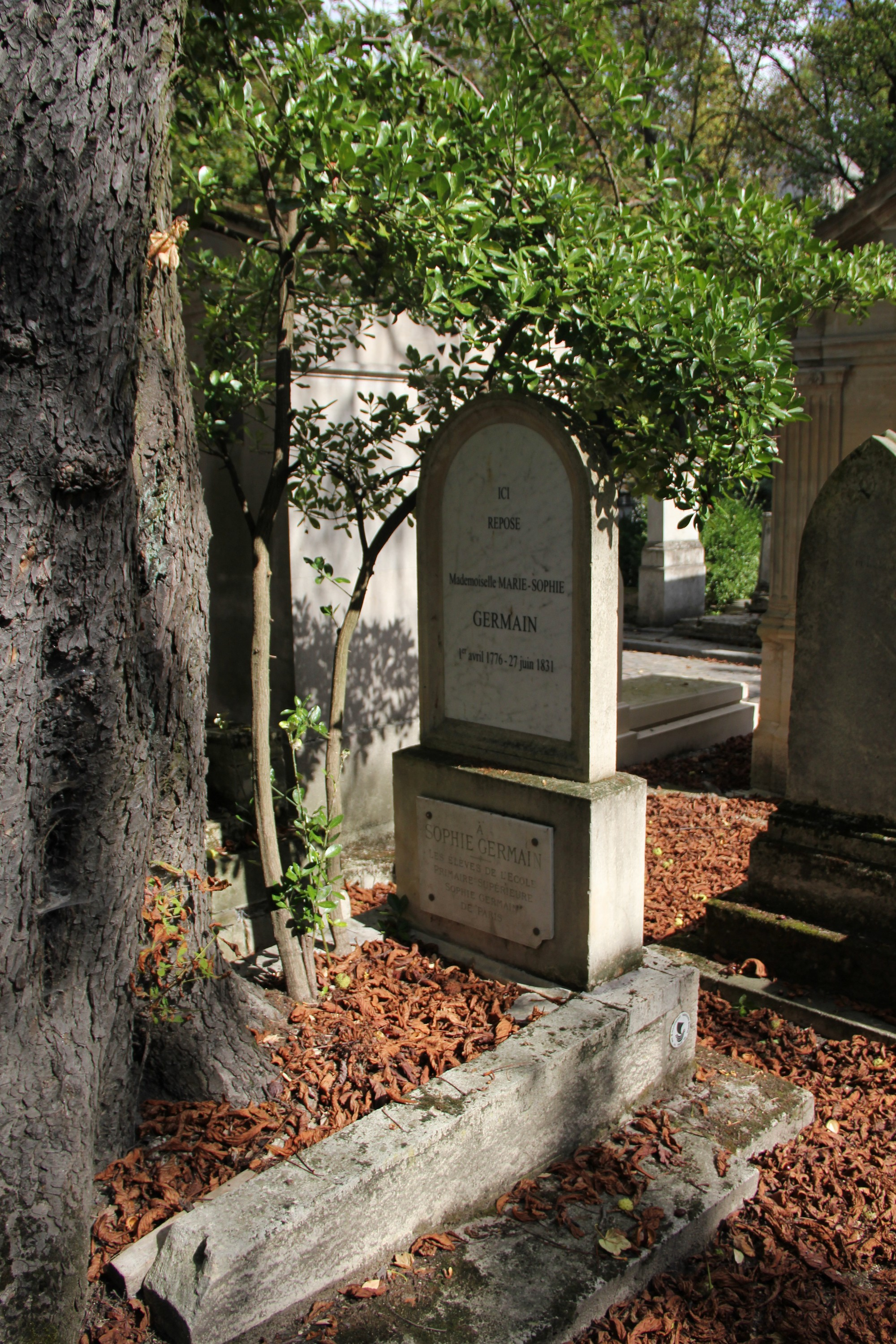
Tombe de Sophie Germain au cimetière du Père-Lachaise.

Au cours des dernières années de sa vie, Sophie Germain ne produit pas de nouveaux résultats mathématiques. Outre ses écrits philosophiques, cette période est marquée par son amitié avec le mathématicien d’origine italienne Libri, qui l’avait rencontrée en 1825. Nous devons à Libri de mieux connaître la vie de Sophie Germain, mais le mathématicien italien doit aussi sa renommée à de sulfureuses affaires qui entacheront sa réputation, quelques années après le décès de Sophie.
De la vie de Sophie Germain entre 1826 et 1829, on ignore presque tout, mais deux faits remarquables méritent d’être mentionnés. Elle adresse à Gauss du courrier auquel, semble-t-il, il ne répond pas. En 1829, un élève du mathématicien allemand, du nom de Bader, se rend à Paris et lui apprend que Gauss a publié en 1827 Disquisitiones generales circa superficies curvas (« Recherches générales sur les surfaces courbes » en latin) où figure le Theorema egregium de Gauss (« Théorème remarquable » en latin), dont elle prend connaissance. Ce théorème apporte une solution plus générale au problème des courbures, qui l’avait tant occupée pendant près de sept ans. Elle lui adresse une lettre où elle écrit : « Je regrette de ne pas pouvoir soumettre à votre jugement une multitude d’idées que je n’ai pas publiées et qu’il faudrait trop de temps pour écrire. » La visite du disciple de Gauss n’est malheureusement pas l’événement le plus marquant qui trouble sa vie cette année-là. En effet, en 1829, on lui diagnostique un cancer du sein et elle comprend alors qu’il ne lui reste pas longtemps à vivre. Bien qu’on ne dispose que de peu de détails précis, on suppose que Sophie n’a bénéficié que de traitements à base d’opiacés destinés à combattre la douleur. Sachant sa mort proche et motivée par la visite de Bader, elle décide de formaliser dans des publications certains des résultats qu’elle avait obtenus les années précédentes. Elle rédige deux articles qu'elle soumet à la revue Crelle à la fin de 1830 et qui seront publiés en 1831. Le premier de ces travaux est, à nouveau, un résumé de ses résultats sur l'élasticité où elle se montre convaincue que la courbure de Gauss n'est qu'une autre interprétation de son concept de courbure moyenne, développé dans le troisième mémoire de 1815, pour lequel elle a reçu le prix de l'Académie. Le second article est une note sur les solutions numériques d'une équation très particulière. Elle publie également dans Annales de chimie et de physique un autre résumé de ses résultats sur l'élasticité.
En 1830 éclate la révolution de Juillet, mais, d'après Libri, Germain s'en tient à l'écart, préférant se concentrer sur son travail scientifique. En 1831, vraisemblablement, elle poursuit la rédaction de son livre et enrichit ses notes, rassemblées ultérieurement dans Pensées diverses. Elle s'y efforce tant que la maladie le lui permet, et fait état des terribles souffrances contre lesquelles elle doit constamment lutter, dans les trois lettres qu'elle écrit à Libri, qui sont le seul témoignage direct dont nous disposons sur la dernière année de sa vie. Elle s'y inquiète pour Cauchy, contraint de s'exiler à cause de la révolution, déplore la disparition en mai 1830 de son ami Joseph Fourier, est angoissée par le sort d'Évariste Galois renvoyé de l'École normale au motif de son implication dans les événements de 1830. En mai 1831, elle adresse une dernière lettre à Libri, au prix d'un effort considérable pour vaincre l'épuisement. Un mois après avoir rédigé cette lettre, le 27 juin 1831, elle meurt à son domicile parisien, au numéro 13 de la rue de Savoie,,,.
Elle est inhumée au cimetière du Père-Lachaise (16e division),. Dans son certificat de décès, en 1831, elle apparaît comme rentière et non comme scientifique : « Ce ne sont pas des affaires de femmes », dit le fonctionnaire,.
Un moulage post-mortem de son crâne est conservé dans les réserves du Musée de l’Homme. Il montre une déformation toulousaine (causée par une tradition consistant à coiffer les nourrissons d’un bandeau serré).

## Travaux philosophiques
Sophie Germain est une fille de l’Encyclopédie, qui au milieu du XVIIIe siècle a impulsé l’opposition de nombre d’intellectuels à la monarchie. Sa curiosité intellectuelle a été éveillée et entretenue par l’atmosphère culturelle qui règne au domicile familial. La période où son activité scientifique est la plus intense se situe entre 1798 et 1820, années qui correspondent en grande partie au pouvoir de Napoléon Bonaparte, qui voulait asseoir la suprématie de la France dans tous les domaines, y compris dans les sciences. La Restauration de la monarchie dès 1815 est marquée par l’affermissement du pouvoir moral de l’Église catholique, qui s’oppose à beaucoup d’avancées scientifiques. Ainsi, au cours des années 1820, à la fois gagnée par une certaine lassitude ou ayant acquis une plus grande maturité — selon le point de vue — et influencée par un environnement généralement moins favorable à l’émulation scientifique, Sophie Germain abandonne peu à peu ses ambitions d’obtenir de nouveaux résultats mathématiques et cherche à élargir l’horizon de ses réflexions. Ses écrits philosophiques, édités par son neveu Armand Lherbette, ne seront publiés qu’après sa mort. Ces textes sont regroupés au sein de deux ouvrages : Considérations générales sur l’état des Sciences et des Lettres aux différentes époques de leur culture et Pensées diverses,.

### Considérations générales sur l’état des Sciences et des Lettres aux différentes époques de leur culture(1833)
Même si le texte de Sophie Germain a trait aux sciences en général, elle parle, quand elle les évoque, presque exclusivement de mathématiques : elle accepte la classification des sciences proposée par le positivisme, au sein de laquelle les mathématiques constituent la base de la connaissance scientifique. De la même manière, quand elle parle des arts, elle se limite généralement à la littérature et, dans les deux cas, elle s’appuie sur des vérités générales plutôt que sur des citations ou des exemples précis.

### Pensées diverses
Les Pensées diverses se présentent comme un recueil d’aphorismes. Elles constituent, en grande partie, un bon complément aux Considérations et on peut penser que ces notes ont été consignées pendant la rédaction de cet ouvrage sur la créativité dans les arts et les sciences.
Bien que les travaux en physique de Sophie Germain n’aient jamais attiré l’attention — à l’exception notable de ses recherches sur l’élasticité — ses Pensées nous révèlent qu’elle s’intéresse de près à la gravité, une question traitée par Laplace, qui est débattue au sein de la communauté des physiciens. Elle écrit « …, met d’autant plus de temps à parvenir au corps soumis à son action que les points extrêmes sont plus distants. Mais rien de semblable n’ayant lieu dans l’attraction, je la crois instantanée »,.

## Hommages

### Reconnaissance du milieu scientifique
En 1831, Gauss propose que l’université de Göttingen lui décerne un doctorat honorifique, mais elle meurt avant de pouvoir le recevoir.
En 1823, Adrien-Marie Legendre, dans un mémoire à l’Académie des sciences, Recherches sur quelques objets d’analyse indéterminée et particulièrement sur le théorème de Fermat, rend hommage à Sophie Germain pour ses apports en théorie des nombres : « Cette démonstration qu’on trouvera sans doute très ingénieuse, est due à Mlle Sophie Germain, qui cultive avec succès les sciences physiques et mathématiques, comme le prouve le prix qu’elle a remporté à l’Académie sur les vibrations des lames élastiques. On lui doit encore la proposition de l’art. 13 et celle qui concerne la forme particulière des diviseurs premiers de {\displaystyle \alpha }, donnée dans l’art. 11. »
« Être femme, autodidacte de surcroît, ne facilite pas les choses, aujourd’hui encore, dans la science que Sophie Germain avait choisie. On imagine à peine ce que cela représentait dans les premières décennies du XIXe siècle », souligne Amy Dahan Dalmedico.
L’insuffisance de certains travaux de Sophie Germain s’explique, selon certains, par une mise à l’écart de la vie scientifique. Au début du XIXe siècle, les femmes étaient jugées scientifiquement incompétentes ; elles ne pouvaient traditionnellement avoir accès à la connaissance des progrès scientifiques qu’au cours de discussions mondaines ou à la lecture des livres de vulgarisation qui leur étaient spécifiquement destinés. Sophie Germain se distingue par son refus de se soumettre aux mœurs de son époque.

### Lieux nommés en son honneur

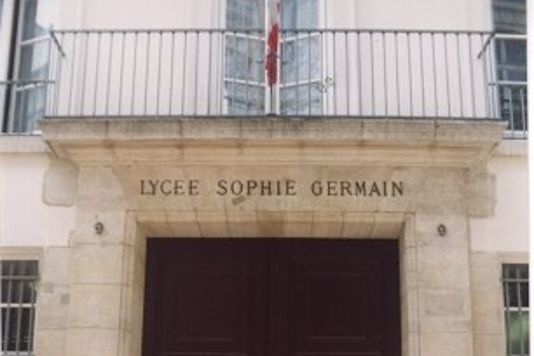
Entrée du lycée Sophie-Germain.

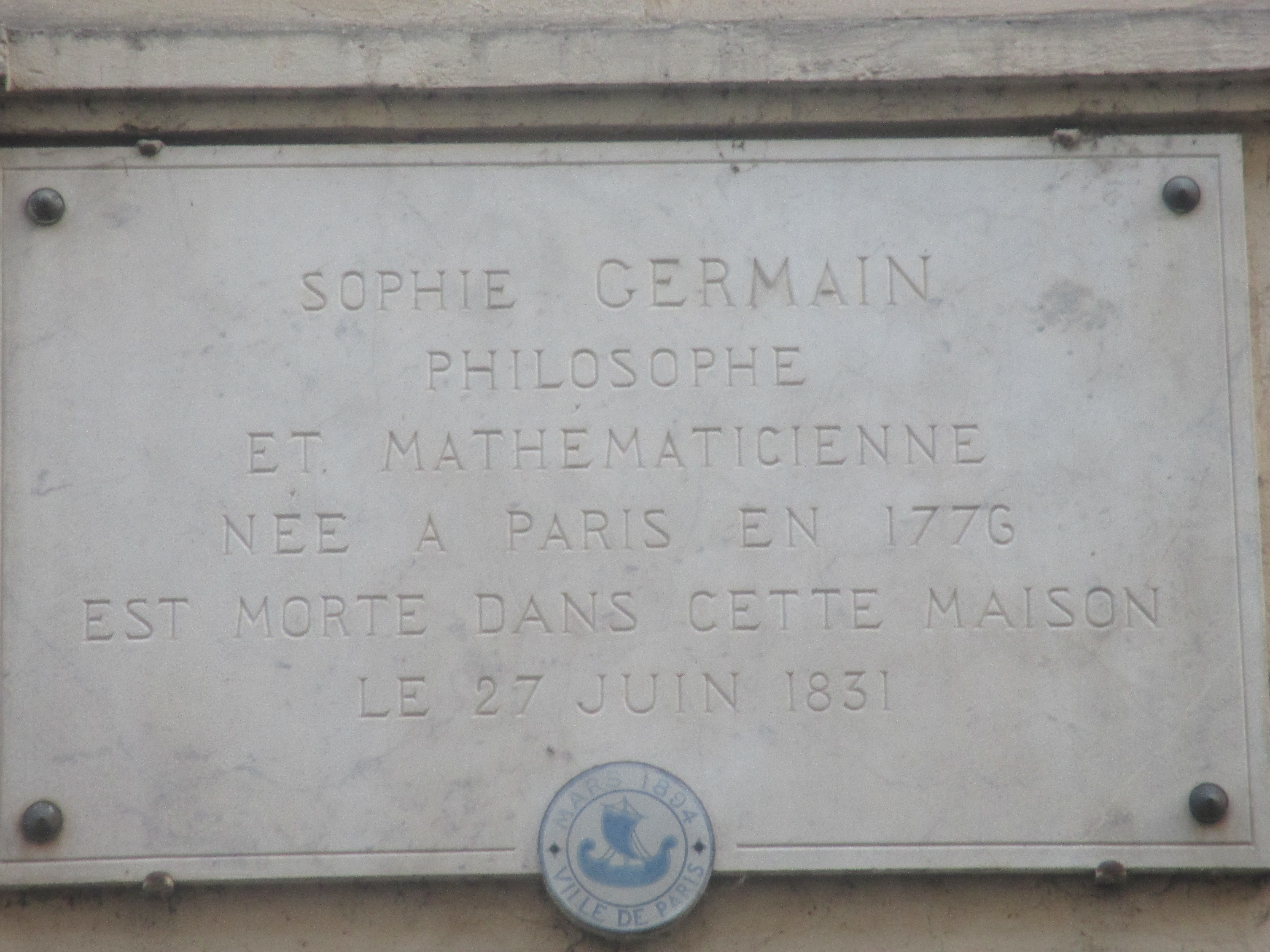
Plaque au 13 rue de Savoie à Paris.

- La rue Sophie-Germain à Toulouse, la rue Sophie-Germain à Paris dans le 14e arrondissement qui a donné son nom à un hôtel au numéro 12, une à Brest, une rue à Bagneux[65], une à Besançon et une à Orsay, au cœur du campus de l'université Paris-Saclay.
- L’école élémentaire Sophie-Germain, au 97 boulevard de la Liberté à Lille.
- Le collège Sophie-Germain, à Luynes, dans les Bouches-du-Rhône ; le collège Sophie-Germain dans le quartier de Cronenbourg à Strasbourg ; le collège Sophie-Germain, dans le quartier Malakoff-Pré Gauchet, à Nantes.
- Le lycée Sophie-Germain, dans le 4e arrondissement de Paris (historiquement le lycée Charlemagne pour jeunes filles). On y trouve une statue de la mathématicienne. C’est là qu’est ouverte, le 1er mars 1882, la première école primaire supérieure de jeunes filles.
- Le lycée professionnel Sophie-Germain à Thionville (Moselle), fusionné en septembre 2019 avec le lycée polyvalent Jean-Baptiste-Colbert adjacent, le nouvel ensemble devenant le lycée Colbert-Sophie Germain, avant que le conseil régional du Grand Est rebaptise celui-ci du nom de Rosa-Parks en juin 2020.
- Dans des bâtiments de l'enseignement supérieur : la salle Sophie-Germain du pôle de recherche et d’enseignement Systèmes industriels et logistiques de l’Institut français de mécanique avancée (IFMA), à Aubière ; les amphithéâtres Sophie-Germain de l’Institut national des sciences appliquées de Rouen et de l'Institut National des Sciences Appliquées de Toulouse (INSA) ; le nouveau bâtiment de l’université Paris 7, sis entre la rue Albert-Einstein et l’avenue de France, sur le site Paris Rive Gauche dans le 13e arrondissement de Paris.
- Un cratère de la planète Vénus : Germain[66].
- La salle Sophie-Germain au collège René Soubaigné à Mugron (Landes).

### Divers
- Le navire câblier Sophie Germain d'Orange Marine, mis à l'eau en novembre 2022, et baptisé le 22 septembre 2023 à la Seyne-sur-Mer.
- Proof (La Preuve), pièce de David Auburn, qui a remporté le prix Pulitzer en 2001 dans la catégorie théâtre, contient de nombreuses références à Sophie Germain[67].
- Monsieur Sophie Germain, femme de science, pièce de Norbert Aboudarham, récit de fiction historique sous forme d’un dialogue entre Archimède, Sophie Germain et l’auteur de récit perdu dans le Paris de la Révolution française.
- Un timbre à son effigie est émis par la poste française le 18 mars 2016, à l’occasion du deux-centième anniversaire du prix décerné par l’Académie des sciences. Le bureau 1er jour est installé à l’institut Henri-Poincaré ; s'y tient aussi pendant plusieurs mois une exposition sur Sophie Germain, dont la commissaire est l'historienne des mathématiques Jenny Boucard[68].
- Le prix Sophie-Germain de mathématiques, créé en 2003, remis chaque année par la fondation Sophie Germain.
- Le roman jeunesse Sophie Germain, la femme cachée des mathématiques de Sylvie Dodeller (Ecole des Loisirs, 2020) retrace sa vie
- La duologie de mangas Céleste Harmonie de Chika Shimana et Nomame Mitsushiro (Komikku éditions, 2024) est largement inspirée de la vie de Sophie Germain.
- Elle fait l'objet d'un portrait dans la bande dessinée Les Oubliés de la science de Camille Van Belle (Alisio Sciences, 2022).
- Une pouliche de course a été nommée Sophie Germain. C'est la mère de la lauréate du Prix Saint-Alary Jannah Rose.

## Liste de publications
: document utilisé comme source pour la rédaction de cet article.

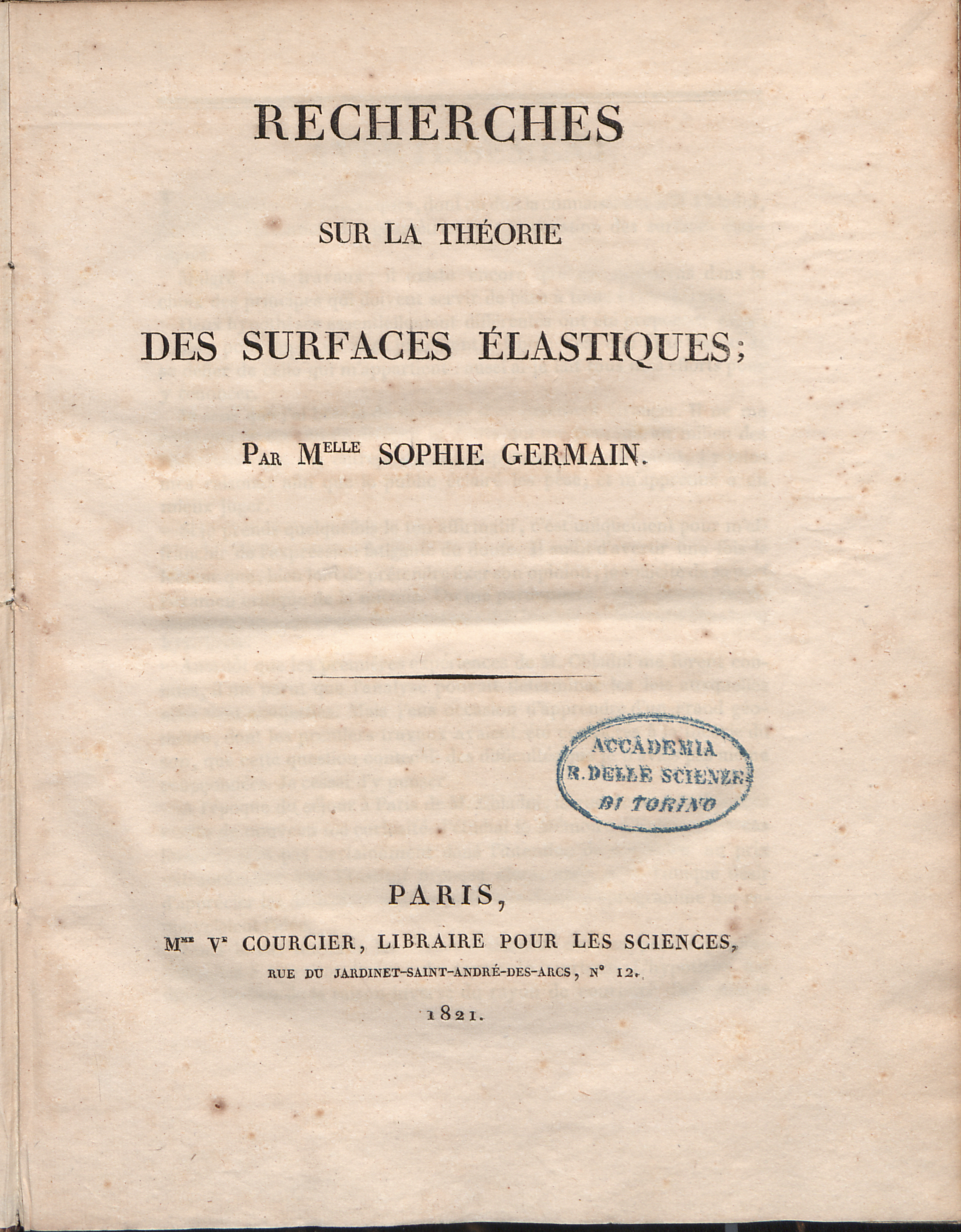
Recherches sur la théorie des surfaces élastiques, 1821.

- 1821 — Recherches sur la théorie des surfaces élastiques.
- 1826 — Remarques sur la nature, les bornes et l’étendue de la question des surfaces élastiques, et équation générale de ces surfaces, Paris, imprimerie de Huzard-Courcier. Texte sur Gallica
- 1828 — Discussion sur les principes de l’analyse employés dans la solution du problème des surfaces élastiques, dans « Annales de physique et de chimie ».
- 1831 — Note sur la manière dont se composent les valeurs de y et z dans l’équation 4 (xp-1)/(x-1) = y2 ± pz2, et celles de Y' et Z' dans l'équation  4 (xp2-1)/(x-1) = Y' 2 ± pZ' 2, article dans le Journal für die reine und angewandte Mathematik, Berlin, p. 201-204 ; texte sur DigiZeitschriften.
- 1831 — « Mémoire sur la courbure des surfaces élastiques », dans Journal für die reine und angewandte Mathematik, Berlin, p. 1–29 — Numérisation : DigiZeitschriften.
- 1833 (posthume) — Considérations générales sur l'état des sciences et des lettres aux différentes époques de leur culture (préf. nécrologique Guillaume Libri, impr. De Lachevardière), Armand-Jacques Lherbette, 1833, 102 p. (BNF 30500554, lire en ligne) (transcription, sur Wikisource ; manuscrit de Sophie Germain, sur Gallica ; texte sur Google Livres).
- 1879 (posthume) — Œuvres philosophiques de Sophie Germain, suivies de pensées et de lettres inédites et précédées d’une étude sur sa vie et ses œuvres par Hippolyte Stupuy, Paul Ritty, coll. « Philosophie moderne », 1879 ; rééd. Librairie de Firmin Didot et Cie, 1896 (lire en ligne, sur Wikisource).  
La table des matières contient :
  - Étude sur la vie et les œuvres de Sophie Germain, par H. Stupuy ;
  - Considérations générales sur l’état des sciences ;
  - Pensées diverses ;
  - Correspondance. Ce chapitre reproduit des lettres échangées avec des mathématiciens : Carl Friedrich Gauss, Adrien-Marie Legendre, Siméon Denis Poisson, Joseph Fourier, Augustin Louis Cauchy.
  - Annexes (9 pièces).
- 1880 (posthume) — Baldassarre Boncompagni-Ludovisi, Cinq lettres de Sophie Germain à Charles-Frédéric Gauss, 1880.
- 1880 (posthume) — Mémoire sur l’emploi de l’épaisseur dans la théorie des surfaces élastiques, dans Journal de Mathématiques pures et appliquées, 3e série, t. VII. lire en ligne sur Gallica.